# 琉球ワールド沖縄宝島

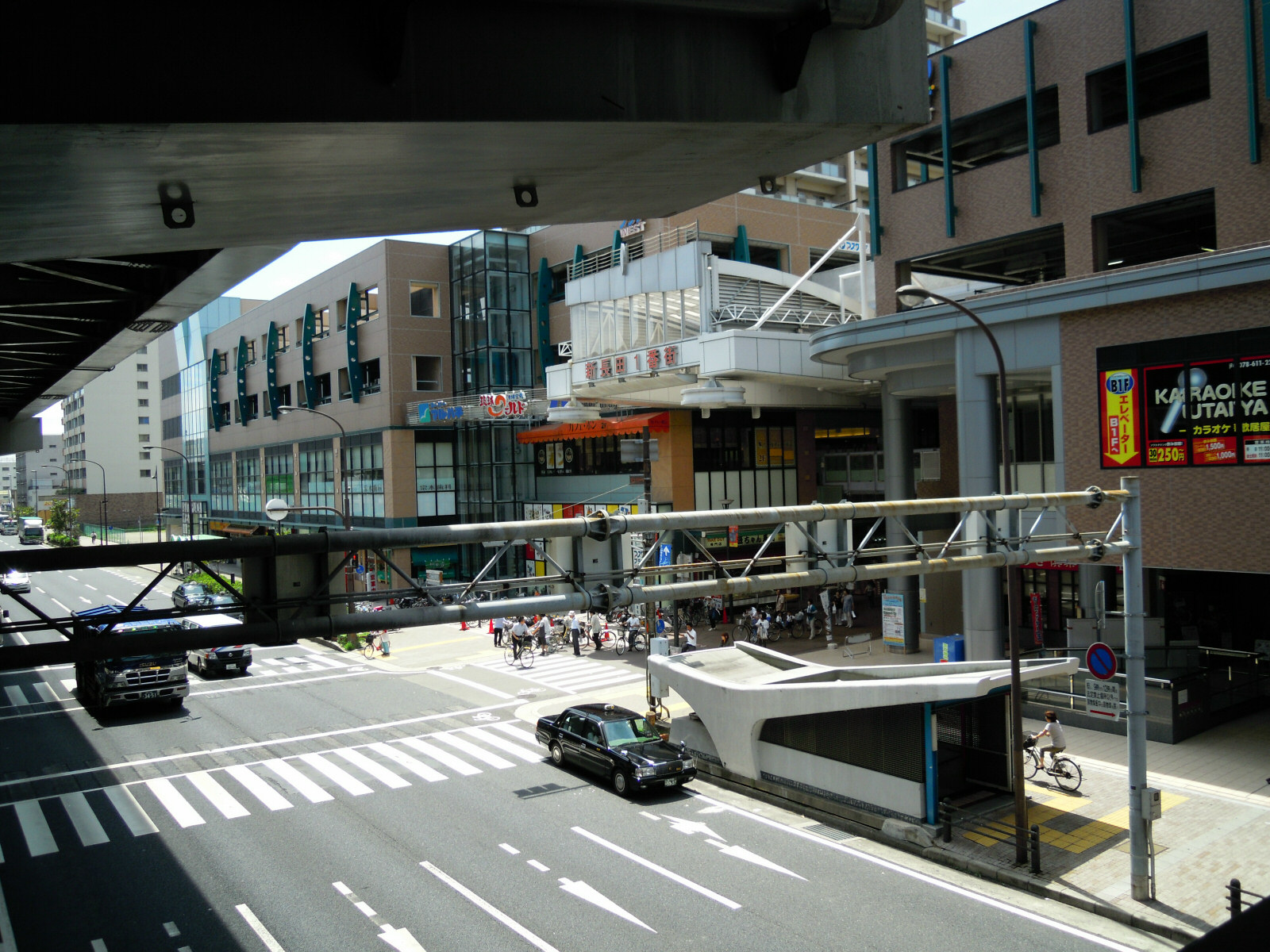
琉球ワールド沖縄宝島の看板が見える

琉球ワールド沖縄宝島（りゅうきゅうワールドおきなわたからじま）は、かつて兵庫県神戸市長田区に存在した商業施設。

## 概要
阪神・淡路大震災からの復興事業が進んでいた新長田駅南地区で、2004年11月19日にオープン。オープン当日には平良とみが一日店長を務めた。
沖縄の物産を販売するという店舗であり、同様の店舗の中では国内最大級の規模であった。阪神・淡路大震災で被災した地域の再開発プロジェクトで建てられたビルの1~2階をスペースとし、計757坪の売り場を持つという規模であった。神戸市から出店を要請し神戸市再開発課長は、この地域を震災前よりも発展させるとしていた。そしてこの地域には琉球文化圏の出身者も多く、町の中に沖縄を感じる空間、沖縄の持つ元気と風を望んでいた。この地域で定期的に行われている「琉球祭」では屋台の出店を行っていた。2013年2月28日閉店。